# Gunung Sejuk (berg i Indonesien, lat 4,11, long 96,84)
Gunung Sejuk är ett berg i Indonesien.   Det ligger i provinsen Aceh, i den västra delen av landet, 1 600 km nordväst om huvudstaden Jakarta. Toppen på Gunung Sejuk är 3 364 meter över havet.
Terrängen runt Gunung Sejuk är bergig åt sydost, men åt nordväst är den kuperad. Gunung Sejuk är den högsta punkten i trakten. Runt Gunung Sejuk är det ganska glesbefolkat, med 24 invånare per kvadratkilometer. I omgivningarna runt Gunung Sejuk växer i huvudsak städsegrön lövskog.